# Zvetana Krasteva
Zvetana Krasteva, née en 1967,  est une biathlète bulgare active dans les années 1980 et le début des années 1990.

## Biographie
Zvetana Krasteva fait ses débuts internationaux aux Championnats du monde 1986.
Aux Championnats du monde 1989, elle est médaillée d'argent en sprint et en relais.
Aux Championnats du monde 1990, elle est médaillée de bronze lors de la course par équipes.
Dans la Coupe du monde, elle remporte deux courses individuelles.

## Palmarès

### Championnats du monde
| Épreuve     | 1986 à Falun | 1987 à Lahti | 1988 à Chamonix | 1989 à Feistritz | 1990 à Oslo, Kontiolahti et Minsk |
| ----------- | ------------ | ------------ | --------------- | ---------------- | --------------------------------- |
| Individuel  | 19e          | 31e          | 32e             | 6e               | 10e                               |
| Sprint      | 19e          | 10e          | 8e              | Argent           | 4e                                |
| Relais      | 6e           |              | 4e              | Argent           | 4e                                |
| Par équipes |              |              |                 | 4e               | Bronze                            |

### Coupe du monde
- Meilleur classement général : 4e en 1989 et 1990[3].
- 9 podiums individuels : 2 victoires, 4 deuxièmes places et 3 troisièmes places.
- 2 victoires en relais et 1 par équipes.

#### Liste des victoires
2 victoires (1 à l'individuel, 1 en sprint)
| Saison             | Date            | Lieu               | Discipline |
| ------------------ | --------------- | ------------------ | ---------- |
| 1987–88 1 victoire | 30 janvier 1988 | Ruhpolding         | sprint     |
| 1989–90 1 victoire | 20 janvier 1990 | Antholz-Anterselva | individuel |